# Phlebotomus angustus
Phlebotomus angustus är en tvåvingeart som beskrevs av Mikhail Mikhailovich Artemiev 1978. Phlebotomus angustus ingår i släktet Phlebotomus och familjen fjärilsmyggor.
Artens utbredningsområde är Afghanistan. Inga underarter finns listade i Catalogue of Life.